# Atkár
Atkár (hongrois : Atkár [ˈɒtkɑːr]) est une localité hongroise située dans le comitat de Heves.

## Site et localisation

### Topographie et hydrographie
Atkár se situe dans la partie sud-ouest du comitat, sur les contreforts occidentaux du Mátra, à environ 9 km de Gyöngyös, 21 km de Hatvan et 50 km d’Eger, chef-lieu du comitat.
Les localités voisines immédiates sont, au nord-est, Gyöngyöshalász ; au sud-sud-est, Vámosgyörk et Jászárokszállás ; au sud-sud-ouest, Csány ; et à l’ouest, Hort.

### Géologie et géomorphologie
Un élément remarquable du patrimoine naturel est un profil de sol périglaciaire, vestige datant de l’ère glaciaire. Ce site géologique permet d'observer les traces des processus climatiques anciens qui ont façonné le paysage local.

## Histoire
Le territoire d'Atkár est habité depuis la préhistoire, comme en témoignent les nombreux vestiges découverts lors de fouilles archéologiques, datant du Néolithique, de l'Âge du cuivre et de l'époque de la conquête magyare.
La première mention écrite du village remonte à 1325, sous le nom d'Athkar. À cette époque, il appartenait à la famille Aba, et plus précisément à Péter, fils de Kompolt. Lors du partage des héritages familiaux, les terres d'Atkár échurent à III. Kompolt, ancêtre de la famille Nánai Kompolthi. En 1468, le domaine était toujours en possession de Miklós Kompolthi, mais il fut revendiqué par les fils de Margit Kompolthi, née Szén, qui en demandèrent la moitié par héritage maternel. Finalement, en 1522, les fils de Mihály Országh héritèrent officiellement d'Atkár à la suite d'un accord de succession.
L'économie locale fut longtemps dominée par l'agriculture. La viticulture y est attestée dès 1486.
En 1552, le village est mentionné parmi les localités détruites par les Ottomans, ce qui empêcha la collecte des impôts. Il fut reconstruit dès 1554, et en 1564, les registres fiscaux recensaient déjà 11 foyers. En 1567, à la mort de Kristóf Országh, le domaine passa à sa sœur Borbála Országh, épouse de Ferenc Török, par donation du roi Maximilien II.
En 1741, le village devint la propriété du chapitre cathédral d'Esztergom.
Au début du XIXe siècle, de nombreuses familles nobles possédaient des terres à Atkár, parmi lesquelles les Beneczky, Goszthony, Brezovay, Orczy, Fehér, Kürthy, Kovács, Malatinszky, Pethő, Borhy, Várkonyi, Hamar, Györky, Makay, Gál, Bakó, Márton, Petes, Harmos, Thassy, Huszka et Markovics.
En 1813, la paroisse catholique de la localité se détacha de celle de Gyöngyöshalász. Un incendie dévasta Atkár en 1857, détruisant notamment l'église catholique, qui fut reconstruite la même année grâce à la communauté paroissiale. Ce sinistre fit disparaître une partie des registres paroissiaux, qui ne sont disponibles qu'à partir de 1860. Cependant, les registres antérieurs avaient été tenus à Gyöngyöshalász, ce qui permit leur préservation.
À la fin du XIXe siècle, les principaux propriétaires terriens étaient Ilona Boronkay (épouse de Béla Döry), Béla Goszthony, Ödön Kanitz, Albert Somogyi et Kálmán Győrffy. Plusieurs demeures aristocratiques existaient à Atkár : le château Goszthony, le manoir Győrffy (érigé en 1871), la résidence de Sándor Kürthy, ainsi que les anciennes demeures des familles Malatinszky, Brezovay, Hamar et Fölsinger.
À la fin du XIXe siècle, le territoire communal couvrait 5 851 cadastral hold. Le village comptait 265 maisons et 1 584 habitants, presque exclusivement magyars et catholiques (seules 10 personnes étaient de confession juive et 2 de nationalité allemande). Une coopérative de consommation et de vente y fonctionnait déjà. Atkár possédait une poste locale, tandis que la télégraphie et la gare la plus proche se trouvaient à Vámosgyörk, sur la ligne Hatvan–Vámosgyörk.

### Tasspuszta
Le domaine de Tasspuszta, autrefois Pusztatass, dépend aujourd'hui d'Atkár. Dans le passé, il s'agissait d'une localité indépendante, propriété de la branche Rédei de la famille Aba. En 1340, Péter Rédei était mentionné avec le titre de Tassi, indiquant une possession locale.
Tasspuszta apparaît dans les recensements fiscaux de 1549 avec 8 foyers, puis 3 foyers en 1554 et 1564. En 1576, six agriculteurs y étaient recensés. Lors des évaluations fiscales ultérieures, les terres étaient toujours exploitées, mais en déclin : 3 foyers en 1635 et 1647, puis 1 ¾ en 1675 et seulement 1 ¼ en 1686.
Par la suite, le domaine passa sous l'autorité des princes Esterházy, qui y développèrent un important élevage de moutons. Lors de fouilles réalisées en 1907, les vestiges d'une ancienne église furent mis au jour.

## Population

### Minorités culturelles et religieuses
Lors du recensement de 2001, la population d'Atkár était presque exclusivement hongroise.
En 2011, la population se déclarait à 92,3 % hongroise, avec une minorité de 0,9 % de Roms et 0,5 % de Roumains (7,5 % n'ayant pas répondu). Concernant les affiliations religieuses, 60,1 % des habitants étaient catholiques romains, 3,6 % réformés, 0,3 % catholiques grecs, tandis que 13,5 % se déclaraient sans religion (21,4 % n'ont pas répondu).
En 2022, 94,5 % des habitants s'identifiaient comme hongrois, avec des minorités représentant 1 % de Roms, 0,3 % d’Ukrainiens et de Roumains, 0,2 % d’Allemands et de Croates, ainsi que de faibles proportions de Polonais, Arméniens, Bulgares, Ruthènes et Slovaques. 2,1 % déclaraient une autre nationalité (5,4 % n'ont pas répondu). Côté religion, 43 % étaient catholiques romains, 3,4 % réformés, et 13,8 % sans affiliation religieuse (36,8 % n'ont pas répondu).

## Équipements

### Réseaux extra-urbains
L'accès à Atkár est particulièrement facilité grâce à un carrefour routier situé à sa périphérie nord-ouest, où se croisent l'autoroute M3 – qui contourne par le sud la grande ville de Gyöngyös – et la route principale 3, qui traverse le centre de Gyöngyös. Au cœur de la localité, circulent la route 3203 reliant Gyöngyös à Jászberény et la route 3201 en provenance de Hatvan, lesquelles se connectent à la route secondaire 32114, permettant ainsi aux habitants de s'intégrer aisément au réseau routier national.
Bien que la ligne ferroviaire Budapest–Sátoraljaújhely passe à la périphérie d'Atkár, la localité ne dispose pas de gare. Les deux gares les plus proches se trouvent à environ 4 à 5 km : l'une à Vámosgyörk, sur la ligne reliant Miskolc, et l'autre à Gyöngyöshalász, sur la ligne Vámosgyörk–Gyöngyös.

## Patrimoine local
L'église catholique Saint-Ange-Gardien, construite entre 1857 et 1860, constitue l'un des principaux édifices religieux de la localité. À proximité, on trouve une statue en pierre de la Vierge des Douleurs, érigée à la même époque, qui témoigne de la tradition religieuse et du patrimoine sculptural du village.
Enfin, le château Dőry de Tasspuszta, situé à l'écart du centre du village, se distingue par son architecture et son parc arboré ancien. Ancienne résidence noble, il témoigne du passé aristocratique de la région et conserve une atmosphère évocatrice de son époque.